# Mario Antozzi
Mario Antozzi (Casalpusterlengo, 28 maggio 1926) è un ex calciatore italiano, di ruolo difensore.

## Carriera
Cresce nel Fanfulla, con cui dopo una stagione in Serie C debutta in Serie B nel campionato 1949-1950 e disputa cinque campionati cadetti per un totale di 142 presenze.
Dopo la retrocessione avvenuta nel 1954, gioca per un altro anno in Serie C con la maglia dei Lodigiani.

## Palmarès

### Club

#### Competizioni nazionali
- Serie C: 1

Fanfulla: 1948-1949